# Lavrentij Pavlovič Berija
Lavrentij Pavlovič Berija (gruzinsko ლავრენტი პავლეს ძე ბერია, Lavrenti Pavles dze Beria, rusko Лавре́нтий Па́влович Бе́рия), sovjetski politik in vodja NKVD, * 29. marec 1899, Merheuli pri Suhumiju, Ruski imperij, † 23. december 1953, Moskva, Sovjetska zveza.
Berija je bil eden od vidnih boljševikov, bil pa je tudi maršal Sovjetske zveze, skrbnik državne varnosti, načelnik sovjetske varnosti in načelnik Ljudskega komisariata za notranje zadeve (NKVD) pod vodstvom Josifa Stalina med drugo svetovno vojno in je napredoval v namestnika premiera pod vodstvom Stalina iz leta 1941. Kasneje se je leta 1946 uradno pridružil politbiroju.
Berija je bil najdlje živeč in najvplivnejši izmed šefov Stalinovih tajnih policijskih služb in je imel največji vpliv med drugo svetovno vojno in po njej. Po sovjetski invaziji na Poljsko leta 1939 je bil odgovoren za organizacijo čistk in drugih zločinov, kot je Katinski pokol, kjer je bilo usmrčenih več kot 22.000 poljskih častnikov in uradnikov. Berija je kasneje kot vodja NKVD organiziral tudi prisilno preselitev manjšin s Kavkaza, dejanje, ki so ga različni strokovnjaki in, kar zadeva Čečene, leta 2004 Evropski parlament razglasili za genocid. Hkrati je upravljal velike dele sovjetske države in deloval kot de facto maršal Sovjetske zveze, ki je poveljeval terenskim enotam NKVD, odgovornim za pregradne enote ter sovjetske partizanske obveščevalne in sabotažne operacije na vzhodni fronti med drugo svetovno vojno. Berija je vodil širitev koncentracijskih taborišč Gulag in je bil v prvi vrsti odgovoren za nadzor nad tajnimi prostori za pridržanje za znanstvenike in inženirje, znane kot šaraške. Skupaj z Stalinom je bil Berija odgovoren tudi za množične deportacije etničnih manjšin. Stalin ga je ljubkovalno imenoval "Moj Himmler".  
Po vojni je Berija organiziral komunistični prevzem državnih institucij v srednji in vzhodni Evropi. Berijeva neusmiljenost pri njegovih dolžnostih in spretnost pri doseganju rezultatov sta dosegla vrhunec v njegovem uspehu pri nadzoru projekta sovjetske atomske bombe. Stalin mu je dal absolutno prednost in projekt je bil dokončan v manj kot petih letih. 
Po Stalinovi smrti marca 1953 je Berija postal prvi namestnik predsednika Sveta ministrov in vodja ministrstva za notranje zadeve. V tej dvojni funkciji je skupaj z Georgijem Malenkovim in Vjačeslavom Molotovom ustanovil organizacijo, ki je na kratko vodila državo namesto Stalina. 
Državni udar, ki ga je izvedel sovjetski voditelj Nikita Hruščov s pomočjo maršala Sovjetske zveze Georgija Žukova, je konec junija 1953 odstranil Berijo z oblasti. Po aretaciji je bil zaradi kaznivih dejanj obsojen na smrtno kazen. V približno tem času so se pojavile tudi številne obtožbe, da je bil Berija serijski morilec in posiljevalec. Pred usmrtitvijo so ga obesili na klin in ker je tako zelo vreščal zaradi strahu pred smrtjo, so mu morali v usta zatlačiti krpo. 23. decembra 1953 so Berijo ubili z ustrelitvijo, nato pa so njegovo truplo sežgali, njegov pepel pa so razstresli v nekem gozdu v bližini Moskve.